# Andrea Barrett
Andrea Barrett (ur. 16 listopada 1954 w Bostonie) – amerykańska pisarka.
Ukończyła studia licencjackie z zakresu biologii na University of Massachusetts. Za książkę Ship Fever otrzymała nagrodę literacką National Book Award. W 2001 zdobyła nagrodę MacArthur Fellowship
Jej mężem jest fotograf Barry Goldstein. Mieszka w North Adams.

## Dzieła

### Powieści
- Lucid Stars (1988)
- Secret Harmonies (1989)
- The Middle Kingdom (1991)
- The Forms of Water (1993)
- The Voyage of the Narwhal (1998)
- The Air We Breathe (2007)

### Zbiory opowiadań
- Ship Fever (1996)
- Servants of the Map (2002)
- Archangel (2013)

### Literatura faktu
A Kite in the Wind (wraz z Peterem Turchim; 2011) 